# Trybska Przełęcz (Tatry)
Trybska Przełęcz (słow. Tribšské sedlo) – płytko wcięta, zalesiona przełęcz położona na wysokości ok. 1615 m n.p.m. w słowackich Tatrach Wysokich. Znajduje się ona w ramieniu, które odchodzi na północny wschód od Szerokiej Jaworzyńskiej. Oddziela ona Golicę Jaworzyńską od Zadniej Kopy Jaworzyńskiej. Na Trybską Przełęcz nie prowadzą żadne znakowane szlaki turystyczne, leży w rezerwacie ścisłym, którym objęty jest rejon Doliny Szerokiej Jaworzyńskiej.
Trybska Przełęcz, podobnie jak i inne sąsiadujące obiekty, była od dawna znana spiskim i podhalańskim myśliwym. Oni także zapoznali z nią kartografów i pierwszych turystów. Pierwszego turystycznego wejścia zimowego na jej siodło dokonał Gyula Komarnicki, a było to 3 stycznia 1913 r.
Nazwa Trybskiej Przełęcz pochodzi od spiskiej wsi Trybsz, której mieszkańcy mieli niegdyś pastwiska w jej okolicach.